# 카카오워크
카카오워크(영어: Kakao Work)는 카카오 공동체 소속인 디케이테크인에서 개발 및 운영하고 있는 업무용 메신저 서비스이다.

## 서비스 핵심 가치
- 카카오톡을 닮은 업무용 메신저
  - 전 국민 누구에게나 익숙한 카카오톡처럼 쉽고 편리하게 사용할 수 있다.
- 강력한 보안 및 관리 기능
  - 기업 환경에 꼭 필요한 관리 기능 및 엔터프라이즈급 보안 환경을 제공한다.
- 언제 어디서나 가능한 의사소통과 효율적인 업무 처리
  - 조직도, 전자결재 및 회사의 주요 시스템을 연동하여 모바일로 업무 효율을 극대화할 수 있다.
- 업무와 일상의 효과적인 분리
  - 회사 동료와 메신저를 하기 위해 친구추가할 필요 없이, 회사에서 사용되는 프로필로 대화할 수 있다.[1]

## 주요 기능
- 이모지 반응 : 메시지에 대해 이모지 반응하는 가능
- 할 일 관리 : 할 일을 직접 등록할 수도 있고, 대화중에 메시지를 선택하여 할 일로 바로 추가할 수 있는 기능
- 메시지 읽음 여부 확인 : 메시지를 누가 읽었는지 확인할 수 있는 기능
- 이모티콘 연동 : 카카오톡에서 구매한 이모티콘 연동해서 사용 가능
- 검색 : 채팅방에서 주고받은 메시지, 파일과 사내 조직 및 업무 담당자까지 한 번에 검색할 수 있는 기능
- 사내시스템 바로가기 : 사내 시스템을 바로가기로 등록하여 사용할 수 있는 기능
- 조직도 연동 : 조직도와 근태 시스템을 연동하여 사용할 수 있는 기능
- 화상회의 : 실시간으로 암호화되어 안전하며, 한 번의 클릭으로 누구나 손쉽게 회의에 참여할 수 있는 기능
- 근태관리와 전자결재 : 카카오워크에 최적화된 근태관리와 전자결재 서비스 무료 제공. 기업 환경에 맞게 근무/휴가시스템을 설정할 수 있음.
- AI 어시스턴트 : '캐스퍼'라고 불리는 AI 어시스턴트 탑재. 이름만 부르면 어떤 채팅방에서든 등장하여 묻고 답하는 인터랙션으로 사내 정보 검색도 가능
- 협업 서비스 연동 : 협업에 필요한 각종 업무 서비스를 카카오워크 Apps로 연동해 업무 생산성을 높일 수 있음. 외부 서비스의 알림을 연동하거나 사내 시스템을 연결해 모든 업무 알림을 카카오워크 한 곳에서 확인할 수 있음.

## 요금제
모든 요금은 '1인당 요금/월(연간계약)' 기준
- FREE : 0원
  - 편리한 업무 메신저 기능을 인원 제한 없이 무료 사용.
  - 주요기능
    - 공용 저장공간 5GB
    - 화상회의 및 할 일 등록
    - 조직도/근태관리/전자결재
- STANDARD : 6,500원
  - 넉넉한 용량 및 관리 기능으로 중소기업도 부담없이 사용.
  - Free 플랜의 모든 기능 +
    - 공용 저장공간 10GB/1인
    - 화상회의 화면 공유 및 참여인원 증가
    - 관리자 복수 지정
- PREMIUM : 9,900원
  - 중견기업급 인원에 맞는 종합 업무 플랫폼 제공
  - Standard 플랜의 모든 기능 +
    - 공용 저장공간 20GB/1인
    - 커스텀 앱 개발 무제한
    - 향상된 보안 설정
- ENTERPRISE : 15,900원
  - 그룹사간 협업 기능과 최고 수준의 보안 제공
  - Premium 플랜의 모든 기능 +
    - 공용 저장공간 1TB/1인
    - 그룹사간 멤버 공유 및 대화
    - 고급 보안 설정

## 기술
카카오워크는 기업용 종단간 암호화 기반 데이터 보호체계인 E3(Enterprise Endpoint Encryption)시스템을 기반으로 고객 데이터를 보호하고 관리한다.